# Malades et médecins
Malades et médecins est une nouvelle de Guy de Maupassant parue en 1884.

## Historique
Malades et médecins est initialement publiée dans le quotidien Le Gaulois  du 11 mai 1884.

## Résumé
Dans une station thermale d'Auvergne arrive M. D…, petit vieillard de quatre-vingt-six ans, bien portant qui espère profiter des eaux de B… réputées pour prolonger la vie. Le médecin, inventeur de ce traitement, doit lui fournir la liste des habitants de la station ayant passé quatre-vingt ans et chaque jeudi faire le point sur les décès et leurs causes…

## Éditions
- 1884 -  Malades et médecins, dans Le Gaulois
- 1956 -  Malades et médecins, dans Contes, édition établie par Albert-Marie Schmidt, Albin Michel
- 1979 -  Malades et médecins, dans Maupassant, Contes et nouvelles, tome II, texte établi et annoté par Louis Forestier, Bibliothèque de la Pléiade, éditions Gallimard.